# Thủy điện Krông Nô 2
Thủy điện Krông Nô 2 là công trình thủy điện xây dựng trên dòng sông Krông Nô tại vùng đất xã Đưng K'Nớ huyện Lạc Dương tỉnh Lâm Đồng, và xã Bông Krang , huyện Lăk, tỉnh Đắk Lắk, Việt Nam .
Thủy điện Krông Nô 2 có công suất 30 MW với 2 tổ máy , khởi công tháng 7/2010 , hoàn thành tháng 1/2017 .

## Sông Krông Nô
Krông Nô còn gọi là Krông Knô hay Đăk Krông Knô , theo tiếng địa phương có nghĩa là sông Bố hay sông Đực, là phụ lưu lớn của sông Srêpốk. Krông Nô đổ vào Krông Ana (sông mẹ hay sông cái) ở rìa thị trấn Buôn Trấp, huyện Krông Ana tỉnh Đắk Lắk.
Tại thủy điện Krông Nô 2 thì sông Krông Nô là ranh giới tự nhiên giữa tỉnh Đắk Lắk và Lâm Đồng. Krông Nô 2 nằm về phía thượng lưu so với Krông Nô 3.

## Chỉ dẫn
1. ↑  Theo danh sách xã của huyện Lăk thì tên xã là Bông Krang, còn trong văn liệu thủy điện thì là xã Krông Bang.
2. ↑  Đăk Krông Knô là tên sông theo Bản đồ tỷ lệ 1:50.000 tờ D-49-85-D. Cục Đo đạc và Bản đồ, 2004. Trong tiếng các dân tộc thuộc nhóm ngôn ngữ Môn-Khmer ở Tây Nguyên và trong tiếng Việt cổ (trước thế kỷ 16, xem Chữ Nôm) thì đăk đã có nghĩa là nước, sông, suối, còn krông nghĩa là sông.